# Jacobus Swart
Jacobus Swart (Jacobus Johannes Swart; * 28. November 1931) ist ein ehemaliger südafrikanischer Hürdenläufer.
1958 gewann er bei den British Empire and Commonwealth Games in Cardiff Silber über 120 Yards Hürden.
Seine Bestzeit über 110 m Hürden von 13,9 s stellte er am 9. Juli 1958 in Köln auf.